# Sporisorium whiteochloae
Sporisorium whiteochloae är en svampart som beskrevs av Vánky & McKenzie 2001. Sporisorium whiteochloae ingår i släktet Sporisorium och familjen Ustilaginaceae.   Inga underarter finns listade i Catalogue of Life.